# Кубок Англии по футболу 1895/1896
Кубок Англии 1895/96 (англ. FA Cup 1895–96) — 25-й розыгрыш старейшего кубкового футбольного турнира, Кубка Футбольной ассоциации, более известного как Кубок Англии. Победителем турнира стал шеффилдский клуб «Уэнсдей», обыгравший в финальном матче «Вулверхэмптон Уондерерс» со счётом 2:1. Это была первая победа «Уэнсдей» в Кубке Англии.

## Календарь
| Раунд                            | Дата                     |
| -------------------------------- | ------------------------ |
| Предварительный раунд            | Суббота, 5 октября 1895  |
| Первый квалификационный раунд    | Суббота, 12 октября 1895 |
| Второй квалификационный раунд    | Суббота, 2 ноября 1895   |
| Третий квалификационный раунд    | Суббота, 23 ноября 1895  |
| Четвёртый квалификационный раунд | Суббота, 14 декабря 1895 |
| Первый раунд                     | Суббота, 1 февраля 1896  |
| Второй раунд                     | Суббота, 15 февраля 1896 |
| Третий раунд                     | Суббота, 29 февраля 1896 |
| Полуфиналы                       | Суббота, 21 марта 1896   |
| Финал                            | Суббота, 18 апреля 1896  |

## Первый раунд
В первом раунде сыграли 32 команды, включая 10 победителей четвёртого квалификационного раунда, а также 16 команд из Первого дивизиона и 6 команд из Второго дивизиона («Ноттс Каунти», «Дарвен», «Бертон Уондерерс», «Ливерпуль», «Ньютон Хит» и «Вулидж Арсенал»). Оставшиеся команды Второго дивизиона играли в квалификационных раундах, из них в первый раунд вышли только «Гримсби Таун», «Ньюкасл Юнайтед», «Кру Александра» и «Бертон Свифтс». Также в этом раунде сыграли 6 клубов, не входивших в Футбольную лигу, но прошедших квалификационные раунды.
| №           | Хозяева                 | Счёт | Гости                   | Дата           |
| ----------- | ----------------------- | ---- | ----------------------- | -------------- |
| 1           | Блэкпул                 | 4:1  | Бертон Свифтс           | 1 февраля 1896 |
| 2           | Честерфилд              | 0:4  | Ньюкасл Юнайтед         | 1 февраля 1896 |
| 3           | Дарвен                  | 0:2  | Гримсби Таун            | 1 февраля 1896 |
| 4           | Бернли                  | 6:1  | Вулидж Арсенал          | 1 февраля 1896 |
| 5           | Ливерпуль               | 4:1  | Миллуолл Атлетик        | 1 февраля 1896 |
| 6           | Сток                    | 5:0  | Тоттенхэм Хотспур       | 1 февраля 1896 |
| 7           | Ноттингем Форест        | 0:2  | Эвертон                 | 1 февраля 1896 |
| 8           | Блэкберн Роверс         | 1:2  | Вест Бромвич Альбион    | 1 февраля 1896 |
| 9           | Вулверхэмптон Уондерерс | 2:2  | Ноттс Каунти            | 1 февраля 1896 |
| Переигровка | Ноттс Каунти            | 3:4  | Вулверхэмптон Уондерерс | 5 февраля 1896 |
| 10          | Кру Александра          | 0:4  | Болтон Уондерерс        | 1 февраля 1896 |
| 11          | Сандерленд              | 4:1  | Престон Норт Энд        | 1 февраля 1896 |
| 12          | Дерби Каунти            | 4:2  | Астон Вилла             | 1 февраля 1896 |
| 13          | Бертон Уондерерс        | 1:1  | Шеффилд Юнайтед         | 1 февраля 1896 |
| Переигровка | Шеффилд Юнайтед         | 1:0  | Бертон Уондерерс        | 6 февраля 1896 |
| 14          | Ньютон Хит              | 2:1  | Кеттеринг               | 1 февраля 1896 |
| 15          | Смолл Хит               | 1:4  | Бери                    | 1 февраля 1896 |
| 16          | Саутгемптон Сент-Мэрис  | 2:3  | Уэнсдей                 | 1 февраля 1896 |

## Второй раунд
| №           | Хозяева                 | Счёт | Гости                | Дата            |
| ----------- | ----------------------- | ---- | -------------------- | --------------- |
| 1           | Блэкпул                 | 0:2  | Болтон Уондерерс     | 15 февраля 1896 |
| 2           | Бернли                  | 1:1  | Сток                 | 15 февраля 1896 |
| Переигровка | Сток                    | 7:1  | Бернли               | 20 февраля 1896 |
| 3           | Уэнсдей                 | 2:1  | Сандерленд           | 15 февраля 1896 |
| 4           | Гримсби Таун            | 1:1  | Вест Бромвич Альбион | 15 февраля 1896 |
| Переигровка | Вест Бромвич Альбион    | 3:0  | Гримсби Таун         | 20 февраля 1896 |
| 5           | Вулверхэмптон Уондерерс | 2:0  | Ливерпуль            | 15 февраля 1896 |
| 6           | Эвертон                 | 3:0  | Шеффилд Юнайтед      | 15 февраля 1896 |
| 7           | Ньютон Хит              | 1:1  | Дерби Каунти         | 15 февраля 1896 |
| Переигровка | Дерби Каунти            | 5:1  | Ньютон Хит           | 19 февраля 1896 |
| 8           | Ньюкасл Юнайтед         | 1:3  | Бери                 | 15 февраля 1896 |

## Третий раунд
| № | Хозяева                 | Счёт | Гости                | Дата            |
| - | ----------------------- | ---- | -------------------- | --------------- |
| 1 | Уэнсдей                 | 4:0  | Эвертон              | 29 февраля 1896 |
| 2 | Болтон Уондерерс        | 2:0  | Бери                 | 29 февраля 1896 |
| 3 | Вулверхэмптон Уондерерс | 3:0  | Сток                 | 29 февраля 1896 |
| 4 | Дерби Каунти            | 1:0  | Вест Бромвич Альбион | 29 февраля 1896 |

## Полуфиналы
| Уэнсдей | 1:1 | Болтон Уондерерс |
| ------- | --- | ---------------- |
|         |     |                  |

| Вулверхэмптон Уондерерс | 2:1 | Дерби Каунти |
| ----------------------- | --- | ------------ |
|                         |     |              |

Переигровка
| Уэнсдей | 3:1 | Болтон Уондерерс |
| ------- | --- | ---------------- |
|         |     |                  |

## Финал
Финал состоялся 18 апреля 1896 года на стадионе «Кристал Пэлас» В нём встретились «Уэнсдей» и «Вулверхэмптон Уондерерс».  Победу в матче со счётом 2:1 одержал «Уэнсдей».
| Уэнсдей         | 2:1 | Вулверхэмптон Уондерерс |
| --------------- | --- | ----------------------- |
| Спайксли 1′ 18′ |     | Блэк 8′                 |

| Уэнсдей | Вулверхэмптон Уондерерс |